# Inverlochy Castle
Inverlochy Castle är en borgruin i Storbritannien. Det ligger i kommunen Highland i Skottland. Inverlochy Castle ligger 39 meter över havet. Borgen byggdes under andra halvan av 1200-talet.
Runt Inverlochy Castle är det ganska glesbefolkat, med 24 invånare per kvadratkilometer. Närmaste större samhälle är Fort William, 2 km sydväst om Inverlochy Castle (Historical). I omgivningarna runt Inverlochy Castle växer i huvudsak blandskog.